# Ксав'є Дорфман
Ксав'є Дорфман (фр. Xavier Dorfman, 12 травня 1973) — французький академічний веслувальник.
Олімпійський чемпіон 2000 року в складі розпашної четвірки без стернового легкої ваги, учасник 1996 року.